# 180855 Debrarose
180855 Debrarose è un asteroide della fascia principale. Scoperto nel 2005, presenta un'orbita caratterizzata da un semiasse maggiore pari a 2,3013185 au e da un'eccentricità di 0,0939194, inclinata di 4,34351° rispetto all'eclittica.